# 北海道礼文高等学校
北海道礼文高等学校（ほっかいどうれぶんこうとうがっこう、Hokkaido Rebun High School）は北海道礼文郡礼文町にある公立（道立）の高等学校。日本で最も北にある高等学校。生徒数45名（2021年（令和3年）現在）。

## 概要
北海道の北部、稚内の西方60kmの日本海上に位置する礼文島で唯一の高校。
2020年（令和2年）度入学生より、「礼文高校魅力化プロジェクト」の一環として「最北れぶん留学」と称して全国から生徒募集を開始した。
全国からの学生募集にあたり寮を2020年（令和2年）4月に新設、島内移動のためのバス運賃や昼食費助成、帰省交通費助成、保護者来島交通費助成などの就学支援制度も併せて設定された。

## 沿革
- 1978年（昭和53年） - 北海道稚内高等学校礼文分校として開校。
- 1980年（昭和55年） - 北海道礼文高等学校として独立。
- 1992年（平成4年） - ロシアサハリン州ユジノサハリンスク市との交流事業開始。
- 2011年（平成23年） - ユネスコスクール加盟。千歳科学技術大学との高大連携協定を締結。
- 2019年（令和元年） - 新入生全国募集を開始[3]。アメリカ・カリフォルニア州John Muir Middle Schoolと姉妹校協定を締結。

## 部活動

### 特徴
運動部と文化部の兼部が認められている。

### 運動部
- バスケットボール部
- バドミントン部
- 陸上部
- 卓球部

### 文化部
- 書道部
- 軽音楽部
- 放送局

## 施設
- 学生寮「ポラリス」 - 住所：北海道礼文郡礼文町大字香深村字カフカイ13-11。学校よりバスに乗車、所要時間は約12分、自転車で約25分[5]。

## 備考
礼文高校は日本で最北の高等学校である。礼文高校ができるまでは稚内高校が最北であった。
- 北海道根室高等学校（最東端）
- 沖縄県立八重山農林高等学校（最西端）
- 沖縄県立八重山商工高等学校（最南端）